# Apros
Apros (grec antic: Ἄπρος) fou una antiga ciutat grega a la Regió de Tràcia, actualment en la moderna Turquia. La seva localització exacta no és coneguda, però se sap que estava prop de Rodostó (moderna Tekirdağ, Turquia), a l'oest d'Istanbul.